# نیکون کولپیکس ۴۵۰۰
نیکون کولپیکس ۴۵۰۰ (به انگلیسی: Nikon Coolpix 4500) یک دوربین عکاسی کامپکت ساخت شرکت نیکون است.